# Самохвалов, Михаил Андреевич

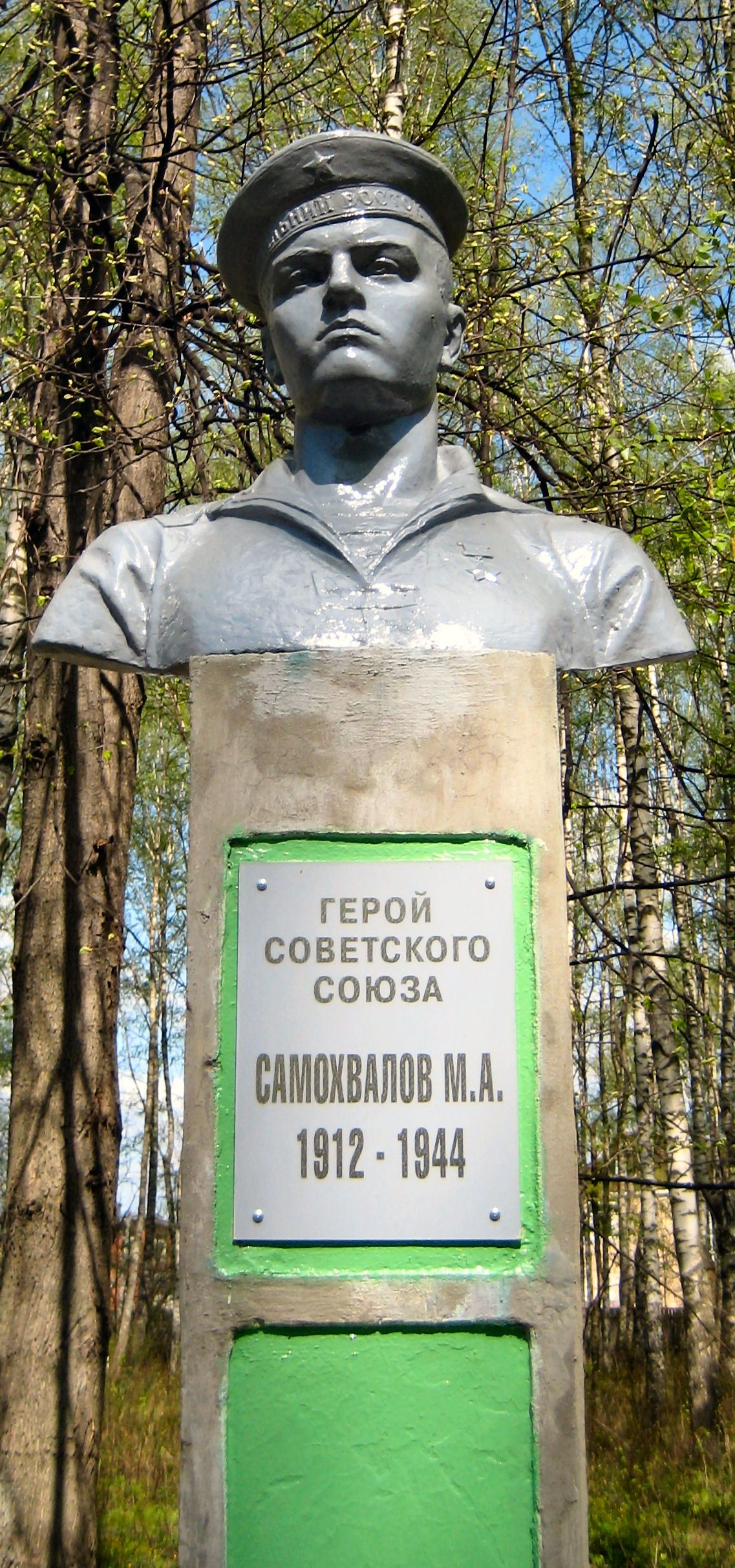
Бюст М. А. Самохвалова в Богородске

Михаи́л Андре́евич Самохва́лов (13 ноября 1912, деревня Сокол, Богородский район, Нижегородская область — 17 августа 1944, местечко Синтаутай, Восточная Пруссия) — советский офицер, участник Великой Отечественной войны, Герой Советского Союза.

## Биография
Родился в 1912 году в деревне Сокол ныне Богородского района. Русский.
Ещё подростком он начал работать на волжских пароходах.
В 1934-1938 годах служил в Военно-Морском флоте на Дальнем Востоке. После флотской закалки на действительной службе в армии в начале 1940-х был одним из лучших работников на только что пущенной Игумновской ТЭЦ. Вскоре после начала Великой Отечественной Кустанайским РВК Казахской ССР был призван в РККА.
С июня 1941 года на Западном фронте. Служил в стрелковой части. Член ВКП(б) с 1941 года.
Затем, в 1944 году, окончил Сызранское училище самоходно-артиллерийских установок. С августа 1944 года на 3-м Белорусском фронте. Получив новенькое самоходное орудие, лейтенант Михаил Самохвалов стал командиром самоходки 954-го артиллерийского, получившего наименование Витебского и  награждённого орденом Александра Невского, полка, с боями приближавшегося к границам Германии.
16 августа 1944 года огнём своей самоходки уничтожил танки Пантера и Т-4.

## Подвиг
Свой подвиг Михаил Андреевич совершил в 1944 году у местечка Синтаутай возле реки Шешупа, по которой проходила граница СССР и Восточной Пруссии. 17 августа 1944 года был получен приказ атаковать противника. Пехота советских войск не выдерживала шквального огня. На помощь пришли самоходки. Четыре машины противостояли более 20 танкам, за которыми, пригибаясь к земле, шли немецкие солдаты. Огнём орудия подбил танк и бронетранспортёр. В машину Самохвалова попал снаряд-она начала гореть. Несмотря на это, Самохвалов подбил ещё один танк Пантера. Так как управление потеряно не было, Михаил направил горящую машину прямо на немецкие танки и продолжал вести огонь. Немцы отступили, но Михаил Андреевич Самохвалов заживо сгорел в пылающей самоходке. Воодушевлённая его действиями, наша пехота отбила контратаку противника и закрепилась на освобождённой границе Советского Союза.
За три дня боев 15-17 августа экипаж лейтенанта Самохвалова уничтожил три танка, пять бронетранспортёров, двенадцать различных орудий, восемь миномётов, двадцать два пулемёта, четыре автомашины и более 200 гитлеровцев.

## Награды
- Указом Президиума Верховного Совета СССР от 24 марта 1945 года Михаилу Андреевичу Самохвалову посмертно присвоено звание Героя Советского Союза[2]

## Память
- Бюст Героя Советского Союза М. А. Самохвалова установлен в Богородске.
- Именем М. А. Самохвалова названа улица в Дзержинске, на доме № 12 по этой улице установлена аннотационная доска.
- В деревне Сокол Нижегородской области именем М. А. Самохвалова названа улица (улица Героя Самохвалова), на доме № 57 по этой улице, где родился Герой, установлена мемориальная доска.